# Hygrocybe punicea
El higróforo rojo (Hygrocybe punicea), es un hongo basidiomiceto de la familia Hygrophoraceae que habita en zonas alpinas, subalpinas y montañosas. No es muy frecuente, y fructifica en otoño, en prados húmedos y eriales. Su seta es comestible.

## Descripción
La seta, o cuerpo fructífero, de este hongo presenta un sombrero de hasta 12 centímetros de diámetro, campanulado o cónico al principio, que conforme madura pasa a ser convexo y finalmente plano, presentando en su centro un abombamiento aplanado. Inicialmente es de un llamativo color rojizo anaranjado, escarlata o color sangre, pero se vuelve pálida cuando la seta envejece. Es textura húmeda viscosa y lobulado, y presenta un borde a menudo agrietado. Las láminas, adheridas al pie —adnatas— al principio y libres en ejemplares maduros, están muy espaciadas y presentan numerosas laminillas parciales. Son de color amarillento, amarillo anaranjado y un poco más claras en la zona más cercana a la superficie. El pie tiene una longitud de entre 6 y 10 centímetros y mide entre 0,8 y 2,5 de diámetro. Suele ser cilíndrico, aunque a menudo presenta una morfología aplanada o acanalada, y presenta una coloración similar a la del sombrero, con la parte más cercana al sustrato más clara. Es hueco y seco, y está recorrido por estrías longitudinales de textura fibrosa. Su carne es blanquecina, cerosa, sin olor y de sabor dulce. La esporada es blanca.

## Distribución y hábitat
Hygrocybe punicea tiene una amplia distribución en los pastizales de Laos y en los bosques de América del Norte.

## Posibilidades de confusión
Existe una especie parecida del mismo género, Hygrocybe coccinea, que produce setas más pequeñas.